# Wendy Grant
Wendy Jean Grant (* 22. Mai 1937 als Wendy Jean Nicholls) ist eine ehemalige australische Turnerin.

## Karriere
Wendy Grant nahm bei den Olympischen Sommerspielen 1956 in Melbourne an allen Geräten teil. Ihr bestes Resultat erzielte sie mit Platz 57 im Wettkampf am Schwebebalken. 